# Liste von Amazon Web Services
Amazon Web Services wurden im Jahr 2006 gestartet. Neben virtuellen Servern (Elastic Compute Cloud) wurden seit Beginn zahlreiche weitere Dienste entwickelt, die auf eine bestimmte Aufgabe im Cloud Computing spezialisiert sind. Gewöhnlich stellt Amazon neue Dienste zunächst als Beta-Version bereit, bevor sie offiziell freigeschaltet werden.

## Dienste

### Compute
- EC2 (Elastic Compute Cloud): Betrieb nicht persistenter virtueller Server mit Windows oder Linux
- EC2 Container Service: Verwaltung und Ausführung von Docker-Containern
- Elastic Beanstalk: Platform as a Service für Java, Node.js, Python, PHP, Ruby und .Net-Framework
- Lambda: Ereignis-gesteuerte Ausführung von Programmen

### Storage & Content Delivery
- S3 (Simple Storage Service): Filehosting über HTTP/HTTPS
- CloudFront: Content Delivery Network für die Verteilung von Inhalten
- Elastic File System: Bereitstellung von Netzlaufwerken
- Glacier: Archivierung von Dateien
- Storage Gateway: Zugriff auf Amazon-Speicherdienste von lokalen Anwendungen

### Database
- RDS: verschiedene relationale Datenbanken (MySQL, PostgreSQL, Oracle, SQL Server)
- Amazon Aurora: MariaDB/MySQL als „managed Service“
- DynamoDB: NoSQL-Datenbank
- ElastiCache: Zwischenspeicherung von Daten (Cache)
- Redshift: Zusammenfassung und Analyse großer Datenmengen (Data-Warehouse)

### Networking
- VPC: Einrichtung virtueller Netzwerke
- Direct Connect: direkte Verbindung zu Rechenzentren von Amazon
- Route 53: Bereitstellung von Zonen im Domain Name System

### Developer Tools
- CodeCommit, Git-Repositorys zur Versionierung von Source-Code
- CodeDeploy, automatische Softwareverteilung
- CodePipeline, Continuous Delivery

### Management Tools
- CloudWatch: Überwachung von AWS-Diensten, z. B. Ressourcenverbrauch EC2-Instanzen
- CloudFormation: Zusammenfassung von AWS-Ressourcen in Gruppen
- CloudTrail
- Config
- OpsWorks: automatische Verteilung von Software
- Service Catalog

### Security & Identity
- Identity & Access Management (IAM): Verwaltung von Benutzern und Gruppen
- Directory Service
- Trusted Advisor

### Analytics
- EMR: MapReduce zur verteilten Auswertung großer Datenmengen
- Data Pipeline: Übermitteilung von Daten zwischen AWS-Diensten
- Kinesis
- Machine Learning

### Mobile Services
- Cognito
- Device Farm
- Mobile Analytics
- SNS (Simple Notification Service): Übermittlung von Benachrichtigungen über Ereignisse

### Application Services
- API Gateway
- AppStream
- CloudSearch: Betrieb einer Suchmaschine, entweder öffentlich oder für ein privates Intranet
- Elastic Transcoder: Transkodierung von Audio- und Videodateien
- SES (Simple Email Service): massenhafter Versand von E-Mails, etwa als Newsletter
- SQS (Simple Queue Service): Bereitstellung von Warteschlangen
- SWF (Simple Workflow Service): Koordinierung von Anwendungsaufgaben und deren Status

### Enterprise Applications
- WorkSpaces
- WorkDocs
- WorkMail